# Rudolf Löw (Komponist, 1864)

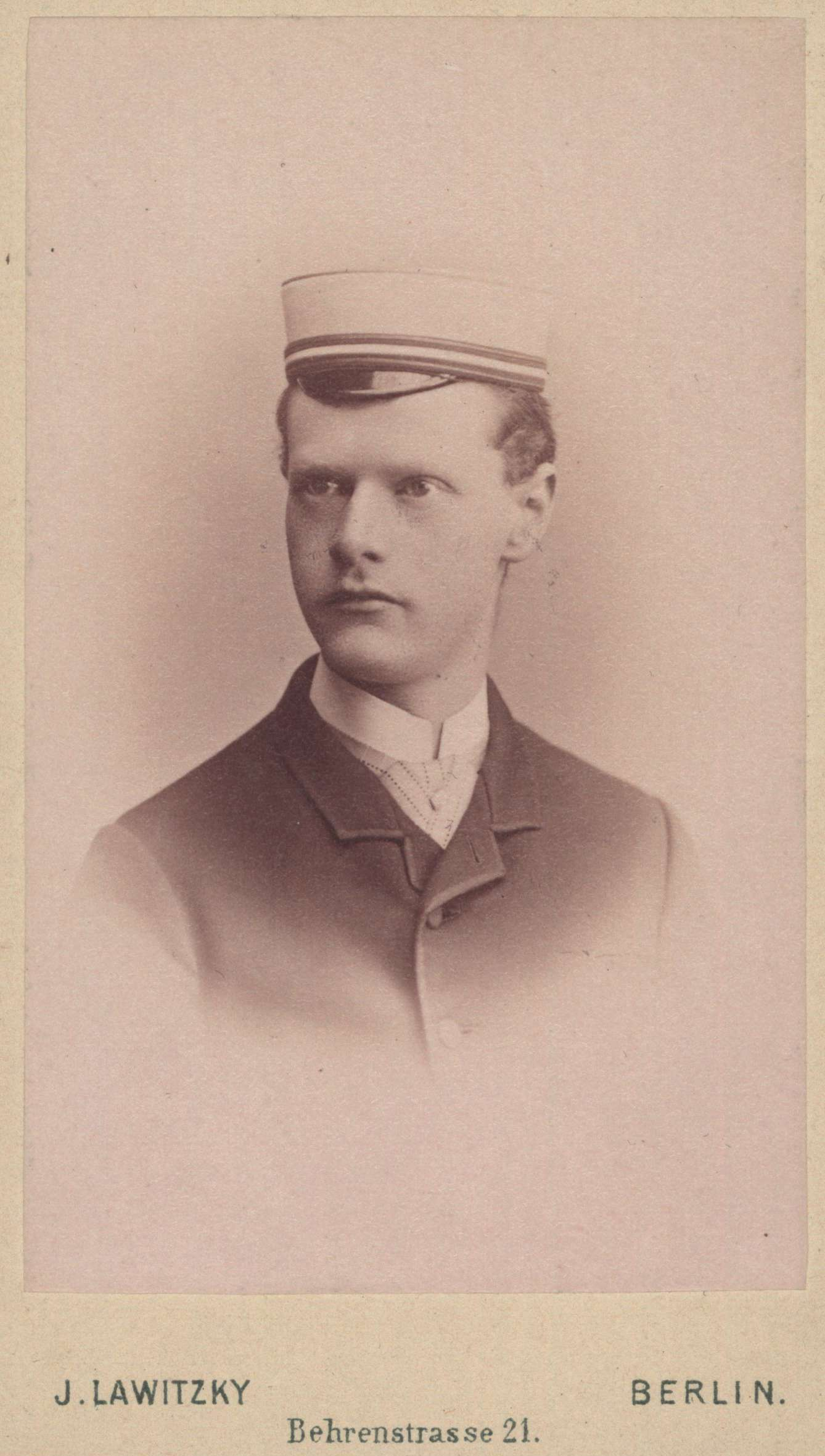
Rudolf Löw-Schäfer (etwa 1888)

Rudolf Löw-Schäfer (* 30. September 1864 in Basel; † 22. Mai 1930 ebenda) war ein Schweizer Musiker und Gymnasiallehrer. Er war der älteste Sohn des Komponisten Rudolf Löw-Burckhardt.

## Leben

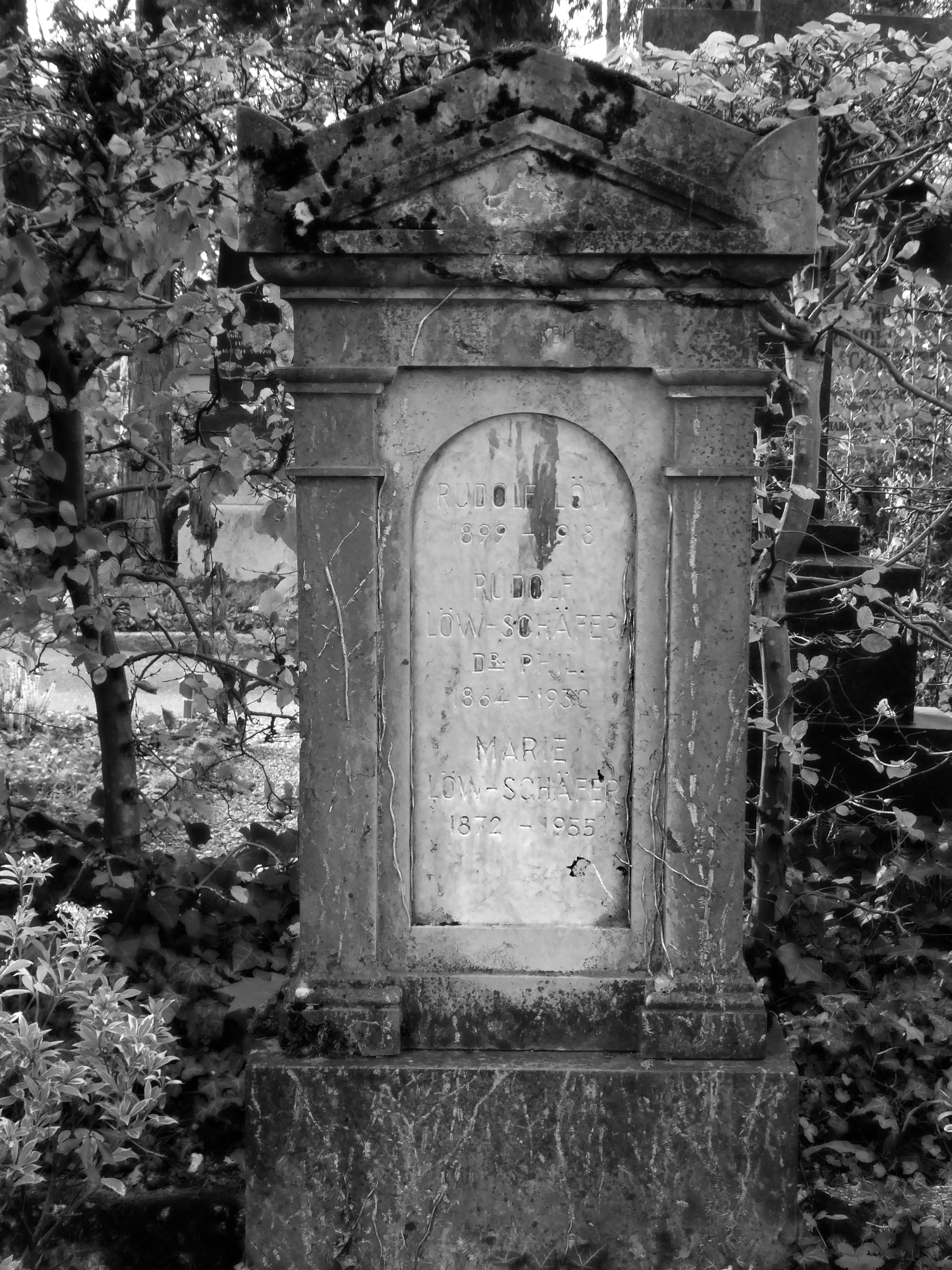
Familiengrab auf dem Wolfgottesacker in Basel

Löw besuchte das Humanistische Gymnasium und erhielt Violinunterricht bei Friedrich Höfl und Adolf Bargheer. 1880 übernahm er für seinen Vater einige Dienste als stellvertretender Organist an der Elisabethenkirche. Dennoch hielt ihn dieser von einer reinen Musikerkarriere ab; stattdessen studierte Löw auf Anregen seines Onkels Theophil Burckhardt-Biedermann zunächst Klassische Philologie an der Universität Basel, später auch Kunstgeschichte bei Jacob Burckhardt sowie an der Humboldt-Universität zu Berlin.
Nach Studienabschluss trat Löw 1889 als Vikar ins Humanistische Gymnasium ein, 1893 folgte die Festanstellung. Er unterrichtete dort Latein und Griechisch auf der Mittelstufe, daneben gab er Gesangstunden und leitete einen Knabenchor aus der Eliteklasse, den «Elitenchor». 1891 wurde er zum Organisten an der St. Albankirche und 1898 zum Nachfolger seines verstorbenen Vaters an der Elisabethenkirche gewählt; bereits ein Jahr zuvor übernahm er von seinem Vater die Gesangslehrerstelle bei der Basler Mission, die er seinerseits bis zu seinem Tod behielt. 1911 gründete er zusammen mit weiteren musikalischen Persönlichkeiten um Münsterorganist Adolf Hamm den Basler Bach-Chor, nach dem Basler Gesangverein und der Liedertafel der dritte Laienchor in Basel; 1914 wurde er dessen Präsident, später auch Präsident des Basler Organistenverbands. Seit Jugendjahren war Löw zudem als Violinist im Orchester der Allgemeinen Musikgesellschaft aktiv.
Löw war seit 1895 mit Marie Schäfer verheiratet und hatte mit ihr vier Söhne und eine Tochter, wobei der dritte Sohn 1918 als Jugendlicher durch die Spanische Grippe verstarb. Im Frühjahr 1929 wurde Löw pensioniert, musste aber krankheitsbedingt bald alle übrigen Ämter aufgeben und verstarb rund ein Jahr später nach langer und schwerer Herzkrankheit. Löw fand seine letzte Ruhestätte auf dem Wolfgottesacker in Basel.

## Werke
Hochschulschrift
- Quaestiones de Graecorum verborum, quae in epistulis Ciceronis exstant, fontibus, usu, condicionibus. Instituit Rodophus [sic!] Loew. Basel 1889. (Diss. Phil. Univ. Basel).

Kompositionen für vierstimmigen Männerchor
- 36 Festchoräle (1884)
- Du hast mit deinen Vaterhänden – Text: Unbekannt
- Zum Reformationsfest – Text: Bibel
- Wenn der Herr einst die Gefangenen – Text: Samuel Gottlieb Bürde
- Hinaus in alle Welt – Text: Jakob Probst[1]
- Die heiligen drei Könige – Text: Unbekannt
- Du bist wie eine Blume – Text: Heinrich Heine
- Alma mater – Text: Friedrich Oser
- Die Maulbronner Fuge – Text: Joseph Victor von Scheffel

Autobiographisches
- Rudolf Löw: Erinnerungen aus meinem Organistenleben. In: Basler Jahrbuch 1926, S. 145–160.